# Triclistus concitus
Triclistus concitus là một loài tò vò trong họ Ichneumonidae.